# Allognosta tessmanni
Allognosta tessmanni är en tvåvingeart som beskrevs av Günther Enderlein 1921. Allognosta tessmanni ingår i släktet Allognosta och familjen vapenflugor. Inga underarter finns listade i Catalogue of Life.